# 300-летие Екатеринбурга
300-летие Екатеринбурга — комплекс праздничных мероприятий и реализации различных проектов, которые пройдут в рамках фестивальной недели – с 12 по 19 августа 2023 года, которые приурочены к 300-летнему юбилею со дня основания российского города Екатеринбурга, центра Свердловской области и Уральского федерального округа, неофициальной «столицы Урала» и одного из крупнейших городов России. Подготовка к празднованию началась в 2017 году. Мероприятия и торжества юбилея предстоят в 2023 году. Также город и страна выставили заявку на проведение в Екатеринбурге в юбилейном году Летней Универсиады 2023. 

## Дата
Хотя на этой территории поселения людей существовали издревле от нескольких тысяч лет назад и до средних веков, когда были во входившем в состав Золотой Орды историческом Башкортостане и затем в Сибирском ханстве, история российского города Екатеринбу́рга началась не сразу после вхождения Урала в состав России в середине XVII века, а в период его промышленного освоения в начале XVIII века, когда сначала в 1702 году был основан первый из заводов (Уктусский завод), а затем на его базе Горная канцелярия и Екатеринбургская крепость. Весной 1723 года здесь, в составе Тобольской губернии, началось строительство города и обновляемого завода, пробный пуск кричных бо́евых молотов на котором 7 (18) ноября 1723 года стал считаться днём основания города, который позже стал «столицей Урала», хотя был в составе Пермской губернии. Центром Екатеринбургской губернии город стал через два века в 1918 году уже при советской власти, а центром Уральского федерального округа ещё через век в 2000 году в постсоветское время.
День города в Екатеринбурге традиционно проводится в третью субботу августа.

## Подготовка
В 2018 году во главе с губернатором Свердловской области Евгением Куйвашевым и мэром города Александром Высокинским создан оргкомитет по подготовке и празднованию юбилея.
6 мая 2018 года президентом России Путиным подписан Указ о праздновании 300-летия основания Екатеринбурга.
Программа юбилея предварительно утверждена 20 февраля 2019 года.
Общий объём государственного и частного финансирования подготовки города к юбилею — 244 млрд рублей.

## Объекты
- Строительство новых крупных жилых комплексов (стоимостью 30 млрд рублей)
- Строительство нового автовокзала (стоимостью 18 млрд рублей)
- Строительство Ледовой арены на 15 тысяч зрителей для ХК «Автомобилист» (стоимостью 10 млрд рублей)
- Строительство Дворца Акватики (водных видов спорта)
- Строительство гостинично-многофункционального комплекса Opera Tower (стоимостью 5,1 млрд рублей)
- Восстановление на новом месте и по новому проекту разрушенного в 1930 году главного городского храма Екатерининского собора (стоимостью 3,5 млрд рублей)
- Проектирование и строительство продления первой линии метрополитена на 2 станции на север и 2 станции на юг и создания второй линии метрополитена (стоимостью 76,3 млрд рублей)
- Приобретение и модернизация вагонов метрополитена
- Строительство трамвайных линий до Академического и Верхней Пышмы
- Завершение строительства Екатеринбургской кольцевой автодороги (стоимостью 13,9 млрд рублей)
- Строительство транспортных развязок у Сибирского тракта и улиц Амундсена/Онуфриева
- Реконструкция Макаровского моста через Исеть
- Строительство путепровода по улице Проезжей, мостов через Исеть улиц Декабристов и Малышева
- Реконструкция улиц Московская и 2-й Новосибирская
- Строительство культурно-просветительского центра «Эрмитаж-Урал»
- Строительство Литературного музейно-паркового квартала
- Строительство нового зоопарка
- Строительство нового конгресс-центра на бульваре Экспо
- Строительство трёх сельскохозяйственных рынков в разных районах города
- Строительство биатлонного комплекса, Академии волейбола им. Николая Карполя, Центр дзюдо, Центра художественной гимнастики, Уральской футбольной академии
- Строительство поликлиники в Академическом
- Реконструкция гостиницы «Исеть», театров драмы, оперного, кукол, ряда историко-архитектурных объектов и памятников, школ, спортивных объектов; создание памятника святой Екатерине
- Реконструкция набережной реки Исети с сооружением 100-метрового колеса обозрения на Плотинке
- Реконструкция правобережной набережной Городского пруда
- Реконструкция парков «Зелёная Роща», имени 50-летия Советской Власти (на Метеогорке), имени 50-летия ВЛКСМ, имени XXII Партсъезда, имени Энгельса, Дендрологического, ЦПКиО, Шарташского лесопарка, сквера имени Попова
- Реконструкция и продление главной пешеходной зоны улицы Вайнера
- Реконструкция системы городского освещения
- Строительство и реконструкция других объектов в случае выигрыша в июле 2019 года права на Летнюю Универсиаду 2023[3]

## Мероприятия
- Екатеринбургская ассамблея с участием президента России Путина
- Царские дни (105-летие расстрела семьи императора Николая II) с участием патриарха России Кирилла
- Съезд 13 городов-побратимов
- Уральское индустриальное биеннале современного искусства
- Международный фестиваль меццо-тинто
- Уральская ночь музыки
- Уральский открытый кинофестиваль российского кино
- Фестиваль уличного искусства «Стенограффия»
- Международный фестиваль духовых оркестров
- Авиашоу, лазерное шоу и прочие зрелищные и спортивные мероприятия
- создание 6 документальных фильмов по истории города и издание Энциклопедии Екатеринбурга в трёх томах
- выпуск памятных монет Банка России (10 рублей), медалей, почтовых марок
- фестиваль спорта и соревнования по триатлону Ironstar Ekaterinburg 2023